# Kabbala

Az Élet Fájának szerkezete, amelyen a 10 szefirát utak kötik össze. Az az útvonal látható rajta, amelyet Isten széttördelt énjének isteni energiája használ arra, hogy kinyilvánulhasson a fizikai világban.

A kabbala (héberül: קַבָּלָה, = hagyomány) szűkebb értelemben olyan tan vagy iskola, amely a judaizmus misztikus és ezoterikus vonatkozásaival foglalkozik. E sajátos értelmezést csupán a 12. századtól kezdik használni, s ekkortól szolgál a jóval korábbi kulturális jelenségek leírására is.
A tanítások a kapcsolatot magyarázzák a végtelen, örök és misztikus Teremtő és a véges és halandó teremtett világával. A tan azon a felismerésen alapul, hogy Isten bár transzcendens, a szefirákon keresztül immanens is. Isten a kontempláció és a megvilágosodás útján ismerhető meg, s egyszerre rejti el és nyilatkoztatja ki önmagát.
A kabbala célja meghatározni a világegyetem és az emberi lét természetét, a létezésének értelmét és célját és számos egyéb ontológiai kérdést. Módszereket is szolgáltat ezen kérdések megértésére és arra, hogyan érhető el a spiritualitás. A kabbala eredetileg teljesen a zsidó gondolatvilág keretein belül fejlődött és rendszeresen klasszikus zsidó forrásokat használ, hogy magyarázza és bemutassa az ezoterikus tanokat. Ezek a tanítások így egyaránt szólnak a Tóra (Héber Biblia) és a tradicionális rabbinikus források elemzéséről és a zsidó vallási szokások magyarázatáról.

## Áttekintés

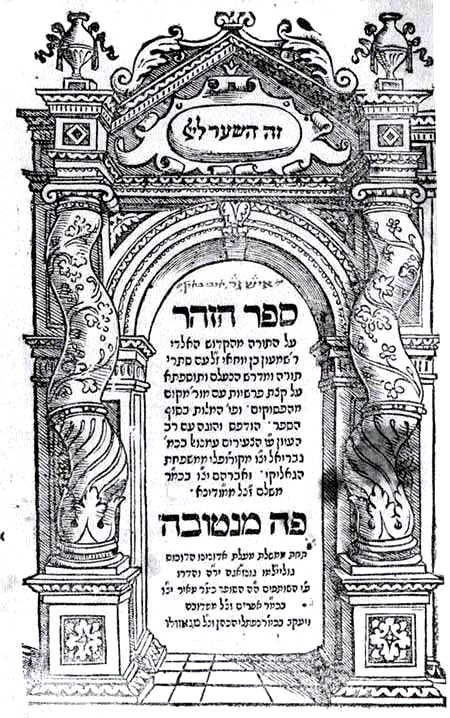
Széfer Hazzóhár. A Zóhár első kiadásának címlapja. Mantua, 1558. Library of Congress

A kabbala szó szerint hagyományt jelent. Mint szakkifejezéssel a 12–13. század óta egy csomó teozófiai hagyományt jelölnek, amiket a kabbalisták megkülönböztetnek az írásbeli hagyományoktól. Az írott törvény nyílt könyv, amelyet bárki olvashat, s amelyhez bárki hozzáférhet, a kabbala szóhagyomány, amely titkos és csak a kiválasztottak részére volt fenntartva. Mesterei meg vannak győződve arról, hogy a kabbala is isteni vagy legalább mózesi eredetű, azzal a különbséggel, hogy a törvény Isten akaratát jelenti ki, a kabbala pedig Isten lényébe enged bepillantani.
A Zóhárnak megfelelően, ami a kabbalista gondolkodás alapműve, a teremtett vágy négy fázison keresztül távolodott el a Teremtőtől. Olyan tanokat tanít, amiket némelyek a judaizmus valódi jelentésének tekintenek, míg mások visszautasítják azokat, arra hivatkozva, hogy a judaizmustól idegenek. A középkori kabbala, egészen pontosan a 16. századi fejlődésének folyamán mind a köznépi vélekedésben, mind a szakmai körökben helyettesítette a Hakirát, mint a fő zsidó teológiai irányelvet. A modernitás megjelenésével a tan tágan értelmezte a zsidóság fogalmát, így keretei között izraelitának számít mindenki, aki egyenesen Istent keresi (az Izrael héber jelentéséből: egyenesen Istenhez).
A kabbalah megnevezés eredete ismeretlen, és vagy Solomon ibn Gabirol zsidó filozófussal (1021–1058) vagy a 13. századbeli spanyol kabbalistával, Bahya ben Asherrel hozzák összefüggésbe. Míg másféle megnevezésekkel az i. sz. második századtól napjainkig több vallási dokumentumban találkozhatunk, a kabbala megnevezés a zsidó ezoterikus tudás és gyakorlat megnevezése lett. A kabbalista irodalom, ami alapjául szolgált a kabbalista gondolkodás fejlődésének, az antik kor hagyományain keresztül fejlődött egy szélesebb rabbinikus irodalom részeként. Elméleti fejlődése többféle iskolán és fejlődési szakaszon keresztül történt. Ez különösen az i. sz. első-második századi korai munkákra jellemző, mint például a zsidó ezoterikus irodalom egyik legkorábbi könyve a Széfer Jecira; a 12-13. századi középkori virágzására, melynek fő könyve a Zóhár; és a kora modern fejlődésre, beleértve a 16. századi misztikus újjászületést, különös tekintettel Isaac Luria műveire, és a kabbala 18. századi kelet-európai haszidikus népszerűsítésére. A kabbalista hagyománynak megfelelően a tudást a pátriárkák, a próféták és a bölcsek továbbították írásos és szóbeli úton.
Ennek a hagyománynak megfelelően a kabbala az i.e. 10. században nyílt tudomány volt, és több mint egy millió ember ismerte az ókori Izraelben, bár kevés objektív történelmi bizonyíték támasztja alá ezt a feltételezést. Idegen hadjáratok hatására vált aztán rejtett tudománnyá, a mesterek attól való félelmében, hogy rossz kezekben rosszra használnák fel azt. A vezetők attól is tartottak, hogy a kabbala gyakorlata a zsidóság idegen száműzetésben töltött ideje alatt a mesterek hatáskörétől távol rossz gyakorlattá és tiltott tudománnyá válhat. Ennek eredményeképpen a kabbala két és fél évezredre titkos, tiltott és ezoterikus tudománnyá vált. Fontos megjegyezni, hogy az olyan fogalmak, mint például a Szfirák és az ő kapcsolataik, erősen absztrakt mivoltuknak köszönhetően csak nagyon intuitív módon értelmezhetőek.

## Történelmi kabbalista tanítók
- Simon bár Jocháj, Rásbi
- Isaac Luria, az ARI
- Jehuda Ashlag, Baál HaSzulám
- Baruch Ashlag, Rabas
- Baer Iszachar ben Pefachja

## Mai kabbalista tanítók
- Rav Michael Laitman, a Bnéj Baruch iskola tanítója
- Karen Berg, a Kabbala Központ spirituális vezetője
- Rav Michael Berg, a Kabbala Központ tanítója
- Rav Yehuda Berg, a Kabbala Központ tanítója

## Kabbalista alapművek
- Zóhár
- Raziel arkangyal könyve
- Széfer Jecirah
- Talmud Eszer Szefirot

## Magyar nyelvű szövegkiadások
- Abramelin szent mágiája. Középkori kabbalisztikus-mágikus rituálékönyv; ford. Seres Dávid; Kássa László, Miskolc, 1998 (A mágia szent könyvei)
- Claviculae Salamonis / Salamon kulcsai. Középkori kabbalisztikus kézirat; ford. Ladányi Lóránd; Kássa László, Miskolc, 1998 (A mágia szent könyvei)
- Abramelin szent mágiája. Középkori kabbalisztikus-mágikus rituálékönyv; ford. Seres Dávid; Kássa László, Miskolc, 1998 (A mágia szent könyvei)
- Széfer Jecírá / Az Alkotás könyve. A kabbala elmélete és gyakorlata; ford., jegyz. Aryeh Kaplan, magyarra ford. Dienes-Nagy Erika, Miski Zoltán, Dienes István, szerk., kiegészítő jegyz., kislexikon Babits Antal, héber szöveg szerk. Miski Zoltán; Stratégiakutató Intézet Nagykovácsi, 2006 (Metaelméleti könyvek)
- Sefer Raziel ha-Malach. A praktikus teurgia és a misztikus kabbala könyve; ford. Ladányi Lóránd; Hermit, Miskolc, 2000
- A Golden Dawn. Az Arany Hajnal Hermetikus Rend kabbalája; összeáll., előszó G. S. Frater P. A. X., ford. Borsos Mária, Ladányi Lóránd, Simon Lajos; Hermit, Onga, 2002
- Es maceref. Az olvadó tégely tüze. A zsidó alkímia titkos könyve; Hermit, Onga, 2015
- Nahmanidész: A szexualitás misztikája. A szentség levele; ford. Zsom Dóra; MTA KIK–Jaffa, Budapest, 2018 (Lichniae) ISBN 9789634750864